# Villa Matrona
Villa Matrona è una residenza settecentesca di Racalmuto, nota per essere stata di proprietà dell’omonima famiglia. 
Nel corso dell’Ottocento è stata un prestigioso punto d'incontro frequentato da intellettuali, accademici e uomini politici.
(Leonardo Sciascia)

## Storia
(Gesualdo Bufalino)
La villa, sita nella lussureggiante Contrada Noce, venne edificata come residenza estiva dalla ricca famiglia Matrona. 
Nell’Ottocento, il mecenate e sindaco di Racalmuto Gaspare Matrona vi ospitò molti tra i più importanti intellettuali europei dell’epoca, fra i quali Francesco Paolo Perez, Giuseppe Zanardelli, il duca Gabriele Colonna di Cesarò.
Seguendo l’esempio dei Matrona, molti racalmutesi costruirono in contrada Noce le loro residenze, anche modeste: un esempio fu rappresentato dal nonno di Leonardo Sciascia. 
(Leonardo Sciascia)
Il celebre scrittore racalmutese si trovò infatti a preferire la sua dimora di campagna, pressoché di fronte alla villa, rispetto alla residenza cittadina, e fu in questo luogo che scrisse la quasi totalità dei propri capolavori.
(Leonardo Sciascia, "Gli amici della Noce”)

### Il Novecento
Attorno agli anni ‘80 del XX secolo, la villa fu venduta dagli eredi della famiglia a degli imprenditori del vicino paese di Favara con l’intento, più volte rivisto, di realizzarne un hotel o una clinica privata.
Nonostante un parziale restauro, ad oggi la dimora si trova in stato d’abbandono.

## Descrizione
La villa presentava due elevazioni. I portali erano sormontati da archi a sesto acuto, mentre le sale interne presentavano volte a botte. 
Era poi presente uno spiazzale in cui si esibiva l’orchestra durante i ricevimenti. 
Attorniava la residenza un ampio parco, in cui abbondavano piante di magnolia grandiflora (magnolie), pinus pinaster
(pino marittimo) e quercus ilex (quercia). 
La villa comprendeva anche delle grotte naturali di salgemma nonché diverse fontane .

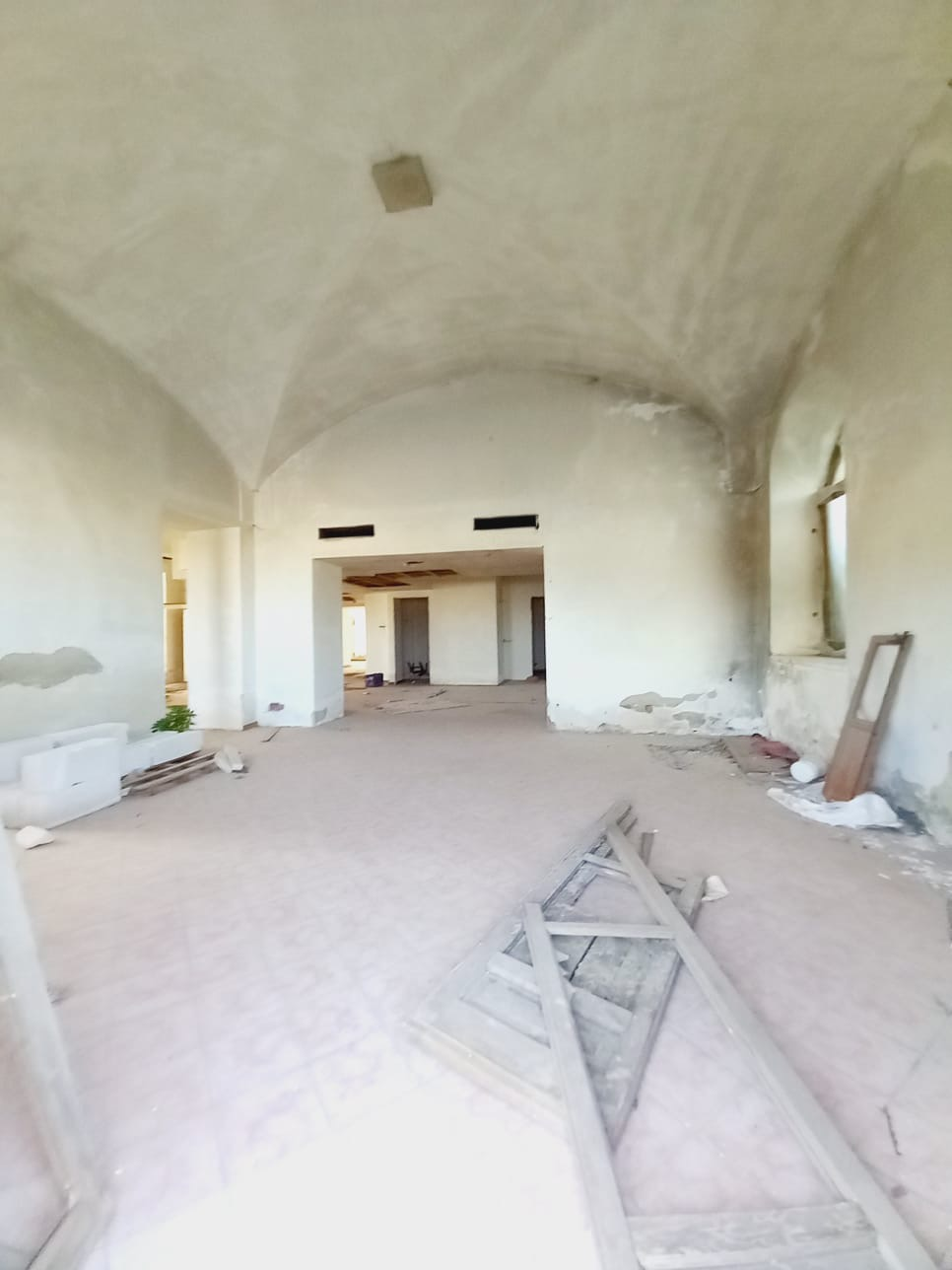
La villa vista dall’interno, con una sala che presenta volte a botte
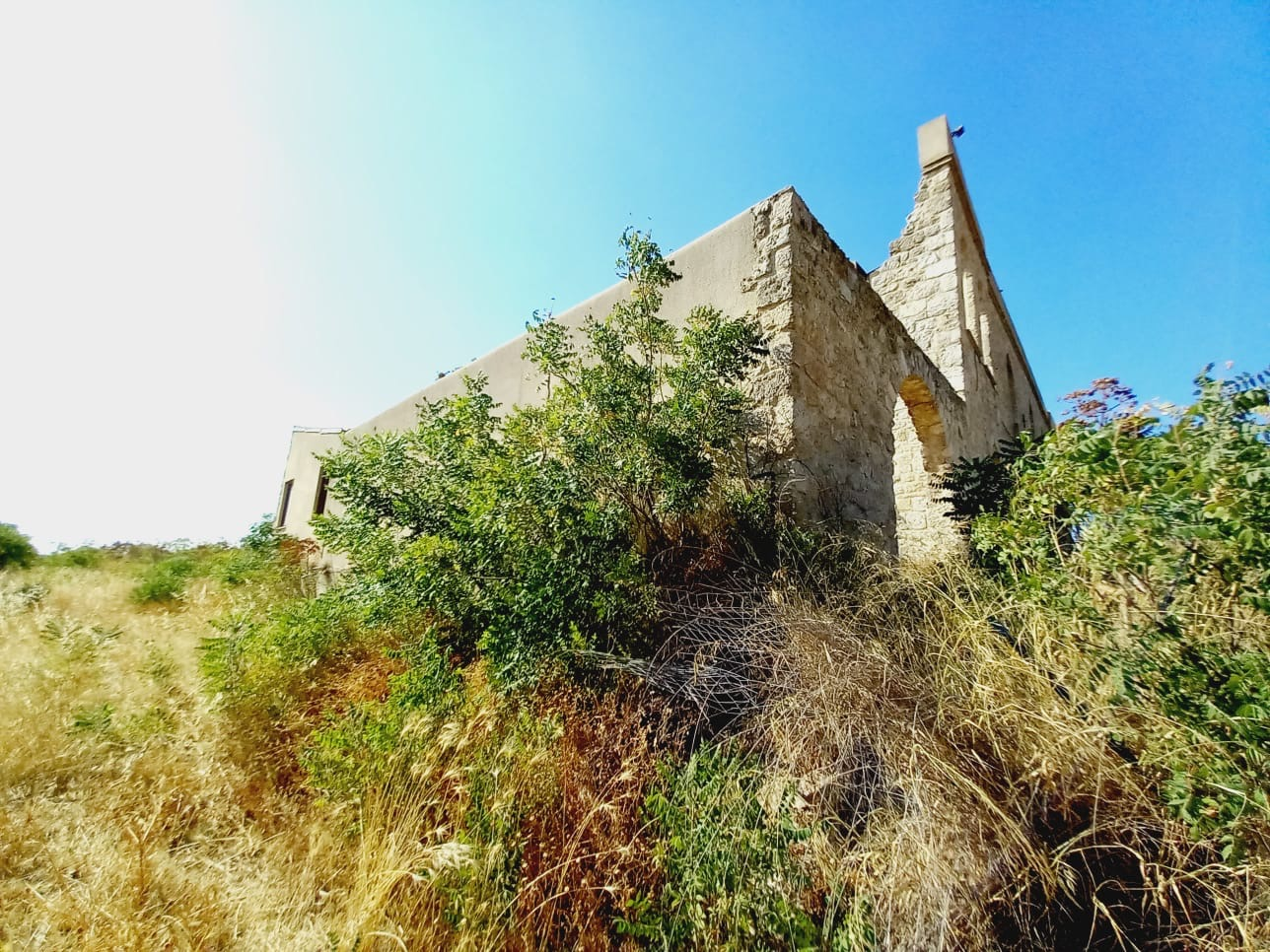
La villa osservata lateralmente
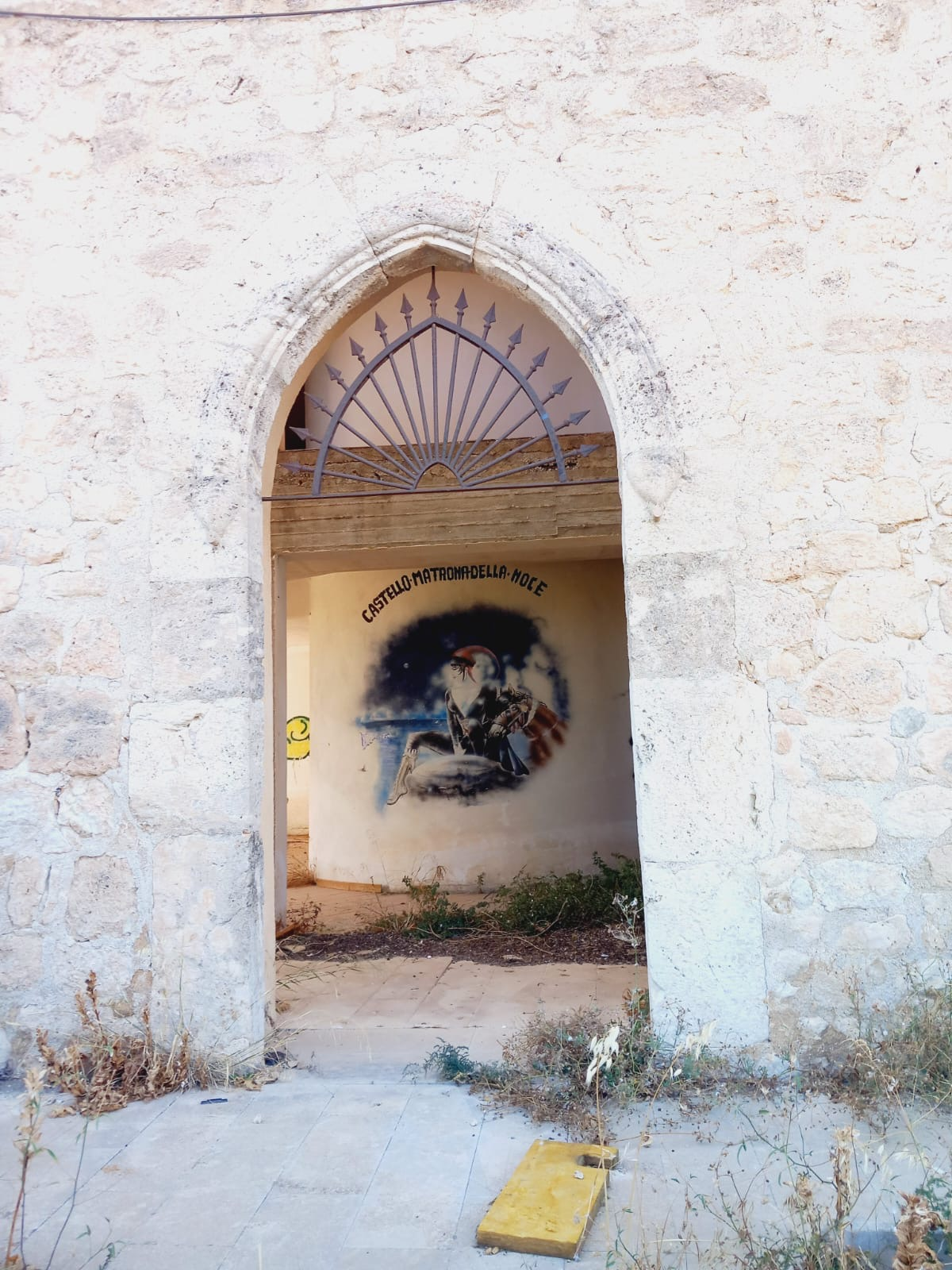
Esempio di graffito incorniciato da un arco a sesto acuto e riportante l’iscrizione: “Castello Matrona della noce” (particolare)
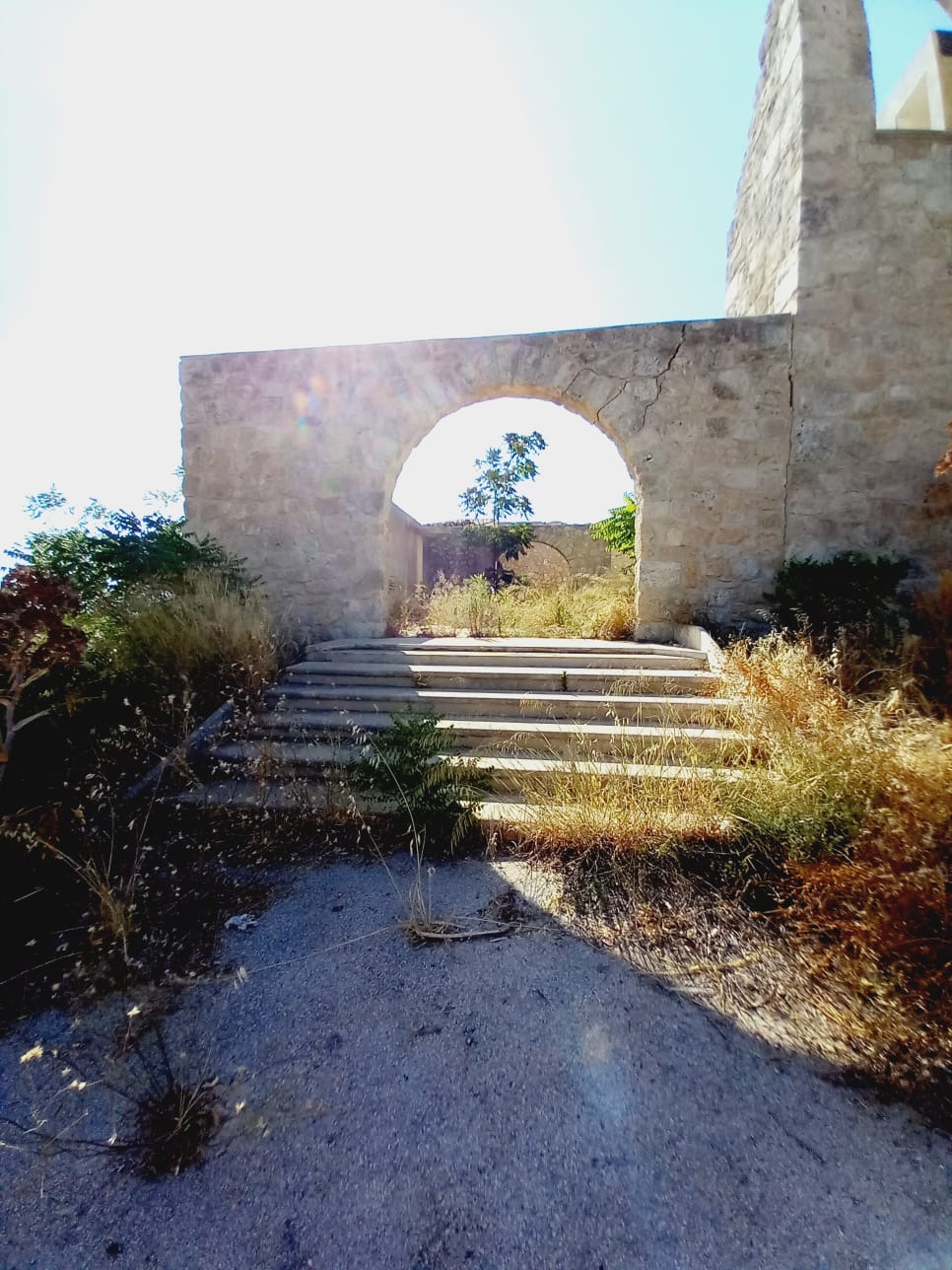
Sala della villa sprovvista di tettoia